# در زدن (فیلم ۱۹۷۰)
در زدن (به هندی: Dastak) فیلمی محصول سال ۱۹۷۰ و به کارگردانی راجیندر سینگ بدی است. در این فیلم بازیگرانی همچون سانجیو کومار، رهانا سلطان، آنجو ماهندرو ایفای نقش کرده‌اند.